# 姚千街道
姚千街道，是中华人民共和国辽宁省沈阳市苏家屯区下辖的一个乡镇级行政单位。

## 行政区划
姚千街道下辖以下地区：
姚千社区、姚千户屯村、上瓦房村、刘千户屯村、刘太平村、佟家村、田水村、代官屯村、马耳山村、唐家台村、小堡屯村、杨千后房村和陡子峪村。